# مخلفات مختلطة

الشعار الدولي للرجل النظيف

الفضلات المختلطة أو المبعثرة هي فضلات تم التخلص منها في الأماكن الخاطئة بفعل غير قانوني ومسؤول ويمكن أن يختلف في الحجم حسب المواد والحادثة.
و هذه الفضلات يمكن أن تكون عبارة عن مواد صغيرة الحجم مثل المغلفات، والتجمعات الكبيرة للمخلفات المختلطة في الخارج المبعثرة في أماكن عامة عديدة. 
و هذه الفضلات أسبابها عدة: النوايا الحقودة والإهمال و الحوادث. 
الفضلات المختلطة لديها القدرة على الإضرار بصحة الإنسان وبالأمن و برفاهة العيش وأيضاً تضر بالحياة البرية و بجودة البيئة على الأرض.
المخلفات المتروكة في الأماكن الخاصة لا تعتبر مخلفات مختلطة. جمعية الأعمال العامة الأمريكية قاست هذا المصطلح في منتصف القرن العشرين، وبعد ذلك أُدرجت المخلفات المختلطة ضمن المخلفات الصلبة: «المواد التي إذا رُميت أو تخلص منها يمكن أن تخلق خطرًا على الصحة العامة، والأمن، والرفاهية». 
قسمت الفضلات المختلطة إلى ثلاثة عناصر أساسية وهي: عوامل خطرة، عناصر يمكن إعادة تدويرها، وعوامل غير خطرة.

## تأثيرها على البيئة
يمكن للمخلفات المختلطة التأثير على البيئة من خلال العديد من الطرق المختلفة. فهي تعتبر بيئة مناسبة لنمو وتكائر الحشرات المسببة للأمراض. و أيضاً هذه المخلفات تشوه منظر المشاهد الخلابة للطبيعة. و العلب المفتوحة مثل الأكواب الورقية يمكنها أن تحبس المطر وتكون بيئة مناسبة لتكاثر البعوض المعروف في نشره لمرض الملاريا. و الحيوانات يمكن أن تتضر حيث يمكن أن تتسمم بسبب هذه الفضلات. و قد تم العثور على أطراف سجائر في معدات السمك و الطيور و الحيتان، حيث ظنت هذه الحيوانات بأن هذه المواد غذائها.